# Ratonero de Praga
Ratonero de Praga hace referencia a una raza de perro miniatura procedente de la República Checa, poco conocido fuera de su país de origen.
Es la raza canina de menor tamaño del mundo en cuanto a estándar se refiere, debido a la máxima altura a la cruz permitida, ya que los Chihuahuas se miden por peso y no por altura. Su altura máxima permitida es 20 cm menor que la altura mínima del Pinscher miniatura.

## Apariencia
También conocida como Pražský krysařík y muy a menudo confundido con Chihuahuas y Pinscher miniatura, el manto de este perro tiene el pelo muy corto y lustroso y su color más común es negro y bronce, que es además su color original; posteriormente se han permitido otros colores: marrón y bronce, azul y bronce, lila y tan, amarillo, rojo y merlé. 
Su altura ideal es de 20 a 23 cm con un peso entre 1,5 y 3,5 kg, aunque generalmente pesan alrededor de 2,6 kg.

## Esperanza de vida
Tiene una esperanza de vida de entre 12 y 14 años.